# Tilty
Tilty of Tiltey is een civil parish in het bestuurlijke gebied Uttlesford in het Engelse graafschap Essex. In 2001 telde het dorp 98 inwoners. Het dorp heeft een kerk.